# Strokémon: The XXX Parody
Strokémon: The XXX Parody ist eine Porno-Parodie aus dem Jahr 2015 über Pokémon.

## Handlung
Gash, Cock, Fisty und das Pokemon Dikachu sind auf Pokemon-Jagd und verjagen das Team Rocket. Danach haben Fisty, Gash und Dikachu zusammen Geschlechtsverkehr. Cock hat in der Zwischenzeit Spaß mit der Krankenschwester Joitus.

## Produktion und Veröffentlichung
Der Film wurde von WoodRocket, einer auf Pornokomödien spezialisierten Produktionsfirma  produziert und vermarktet. Regie führte und das Drehbuch schrieb Lee Roy Myers. Die Erstveröffentlichung fand am 17. Juni 2015 in den Vereinigten Staaten statt. Der Film wurde am 1. September 2019 auf DVD veröffentlicht.